# مادالينا بيريس
مادالينا بيريس (مواليد 3 يوليو 1993) هي مجدفة روماني. تنافست في الثنائي كوكسليس والحدث الثامن للسيدات في دورة الألعاب الأولمبية الصيفية 2016 وفازت البميدالية البرونزية في حدث السيدات الثامن. وهي أيضًا بطلة العالم وأوروبا.